# Nordinseltakahe

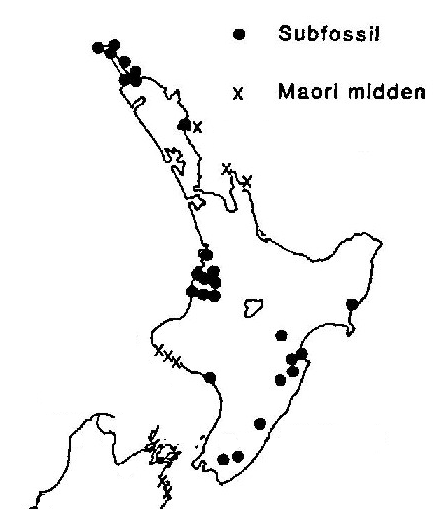
Verbreitung der Nordinseltakahe

Die Nordinseltakahe (Porphyrio mantelli) ist ein ausgestorbener flugunfähiger Vogel von der Nordinsel Neuseelands. Er lebte ausschließlich auf der Nordinsel und war deutlich größer und feingliedriger als die nahe verwandte Südinseltakahe. Es wird angenommen, dass die beiden Takahēs eine nahezu identische Lebensweise hatten.
Die Nordinseltakahe wurde zuerst durch subfossile Knochenfunde bekannt. Sie war ursprünglich weit auf der Insel verbreitet, wurde aber nach und nach zurückgedrängt. Als Aussterbeursache werden die zunehmende Bewaldung des Berglandes nach der letzten Eiszeit und die durch Knochenfunde belegte Bejagung durch die Māori vermutet. Die Bewaldung ist als Aussterbeursache jedoch unwahrscheinlich, da Knochen von Takahēs gewöhnlich an Orten gefunden wurden, die nicht direkt an offenes Grasland grenzten.
Lange wurde angenommen, dass die Nordinseltakahe kurz nach der Besiedlung Neuseelands durch die Māori ausstarb. Phillips führte jedoch 1959 Belege dafür an, dass die Nordinseltakahe bis ins späte 19. Jahrhundert in abgelegenen Gebieten wie Ruahine überlebte, ähnlich, wie es auch die Südinseltakahe tat.
Die Nordinseltakahe wurde von den Māori als „Moho“ oder „Mohoau“ bezeichnet und als Vogel mit blauen Federn beschrieben, der einem Purpurhuhn ähnelt.
1898 wurde ein Exemplar der Nordinseltakahe im Tararua-Gebiet am Südende der Nordinsel durch einen Landvermesser namens Morgan Carkeek gefangen und zum Haus eines Roderick McDonald of Horowhenua gebracht, der den Balg noch lange dort aufbewahrte. Der Vogel wurde damals von den Einheimischen als Mohoau identifiziert und löste unter den Māori große Aufregung aus, da er damals schon so selten war, dass nur die älteren Bewohner den Vogel noch kannten.
Um 1910 herum war es üblich, den Māori-Namen Mohoau für Leute anzuwenden, die sich lange in der Wildnis aufgehalten hatten und infolgedessen ungepflegt wirkten.
Der wissenschaftliche Name erinnert an Walter Mantell, der die ersten Knochen der Nordinseltakahe entdeckte.